# 日本スターチ・糖化工業会
日本スターチ・糖化工業会（にほんスターチ・とうかこうぎょうかい）は、コーンスターチ・澱粉・異性化糖業界の業界団体。

## 概要

### 事業内容
- 澱粉・糖化工業の知識の普及、消費拡大、調査研究・情報収集・広報活動など。食品の製造過程の管理の高度化に関する臨時措置法に沿った、コーンスターチ・糖類製造の高度化促進にも努めている。

### 会員会社
- 王子コーンスターチ
- 加藤化学
- 向後スターチ
- サンエイ糖化
- 三和澱粉工業
- 敷島スターチ
- 昭和産業
- 日本コーンスターチ
- 日本食品化工
- サナス
- J-オイルミルズ

（※日本スターチ・糖化工業会 公式サイトの会員会社案内ページの記載順）

### 会長
- 太田隆行（昭和産業株式会社 専務取締役）

### 所在地
- 〒107-0052

東京都港区赤坂一丁目1番16号